# Listă de mitropoliți ai Ungrovlahiei
Aceasta este o listă de mitropoliți ai Ungrovlahiei (până la reorganizarea din 1990, apoi ai Munteniei și Dobrogei).

## Tabel cronologic
| Mitropoliți ai Ungrovlahiei                                                   |                                 | |
| 1359 - 1372                                                                   | Iachint de Vicina               | Sărbătorit de Biserica Ortodoxă Română pe 28 octombrie                                                 |
| 1372 - 1381                                                                   | Hariton                         | |
| 1381 - ?                                                                      | Antim                           | |
| ? - ?                                                                         | Teodor I                        | |
|                                                                               | ...                             | |
| atestat în 1412                                                               | Eftimie I                       | |
| atestat în 1464                                                               | Iosif                           | |
| atestat în 1482                                                               | Macarie I                       | |
| atestat în 1412                                                               | Ilarion I                       | |
| 1502-1505                                                                     | Nifon                           | Canonizat de Patriarhia Ecumenică și de Biserica Ortodoxă Română                                       |
| circa 1505 - circa 1508                                                       | Maxim Brancović                 | Canonizat de Biserica Ortodoxă Sârbă                                                                   |
|                                                                               | ...                             | |
| circa 1512 - circa 1521                                                       | Macarie al II-lea               | |
| atestat în 1523                                                               | Ilarion al II-lea               | |
| atestat în 1525                                                               | Teodor al II-lea                | |
| atestat în 1533                                                               | Mitrofan I                      | |
| 1535 - 1544                                                                   | Varlaam I                       | |
| 1544 1558                                                                     | Anania                          | |
| 1558 - ?                                                                      | Efrem                           | |
| atestat în 1566                                                               | Daniil I                        | |
| 1568 - 1576                                                                   | Eftimie al II-lea               | |
| 1576 - 1586                                                                   | Serafim                         | |
| 1586 - ?                                                                      | Mihail I                        | |
| atestat în 1590                                                               | Nichifor                        | |
| circa 1593 - 1594                                                             | Mihail al II-lea                | |
| 1594 - 1602                                                                   | Eftimie al III-lea              | |
| 1602 - 1629                                                                   | Luca din Cipru                  | |
| 1629 - 1636                                                                   | Grigore I                       | |
| 1636 - 1648                                                                   | Teofil                          | |
| 1648 - 1653                                                                   | Ștefan I                        | prima oară                                                                                             |
| 1653 - 1655                                                                   | Ignațiu                         | |
| 1655 - 1668                                                                   | Ștefan I                        | a doua oară                                                                                            |
| 1668 - 1672                                                                   | Teodosie                        | prima oară                                                                                             |
| 1672                                                                          | Dionisie I                      | |
| 1672 - 1679                                                                   | Varlaam al II-lea               | |
| 1679 - 1708                                                                   | Teodosie                        | a doua oară                                                                                            |
| 1708 - 1716                                                                   | Antim Ivireanul                 | Episcop al Râmnicului (1705 - 1708) Canonizat de Biserica Ortodoxă Română                              |
| 1716 - 1719                                                                   | Mitrofan al II-lea              | |
| 1719 - 1731                                                                   | Daniil al II-lea                | |
| 1731 - 1738                                                                   | Ștefan al II-lea                | |
| 1738 - 1753                                                                   | Neofit I Cretanul               | |
| 1753 - 1760                                                                   | Filaret I                       | Episcop al al Buzăului (1748 - 1753)                                                                   |
| 1760 - ?                                                                      | Grigorie al II-lea de la Colțea | prima oară                                                                                             |
| ? - ?                                                                         | Grigorie al III-lea             | |
| ? - 1787                                                                      | Grigorie al II-lea de la Colțea | a doua oară                                                                                            |
| 1787 - 1792                                                                   | Cosma Popescu                   | |
| 1792 - 1793                                                                   | Filaret al II-lea               | Mitropolit al Mirelor (1776 - 1780), Episcop al Râmnicului (1780 - 1792)                               |
| 1793 - 1810                                                                   | Dositei Filitti                 | |
| 1810 - 1812                                                                   | Ignatie                         | |
| 1812 - 1819                                                                   | Nectarie                        | |
| 1819 - 1823                                                                   | Vacanță                         | |
| 1821 - 1823                                                                   | Dionisie al II-lea Lupu         | |
| 1823 - 1834                                                                   | Grigorie al IV-lea, Dascălul    | Canonizat de Biserica Ortodoxă Română.                                                                 |
| 1834 - 1840                                                                   | Vacanță                         | |
| 1840 - 1849                                                                   | Neofit al II-lea                | |
| 1850 - 1865                                                                   | Nifon Rusailă                   | Din 1865 Primat al Bisericii Ortodoxe Române                                                           |
| Mitropoliți ai Ungrovlahiei - Primați ai Bisericii Ortodoxe Române            |                                 | |
| 1865 - 1875                                                                   | Nifon Rusailă                   | |
| 1875 - 1886                                                                   | Calinic Miclescu                | |
| 1886 - 1893                                                                   | Iosif Gheorghian                | prima oară                                                                                             |
| 1893 - 1896                                                                   | Ghenadie Petrescu               | |
| 1896 - 1909                                                                   | Iosif Gheorghian                | a doua oară                                                                                            |
| 1909 - 1911                                                                   | Atanasie Mironescu              | |
| 1911 - 1919                                                                   | Conon Arămescu-Donici           | |
| 1919 - 1925                                                                   | Miron Cristea                   | Din 1925 Patriarh.                                                                                     |
| Mitropoliți ai Ungrovlahiei - Patriarhi ai Bisericii Ortodoxe Române          |                                 | |
| 1925 - 1939                                                                   | Miron Cristea                   | |
| 1939 - 1948                                                                   | Nicodim Munteanu                | |
| 1948 - 1977                                                                   | Justinian Marina                | |
| 1977 - 1986                                                                   | Justin Moisescu                 | |
| 1986 - 1990                                                                   | Teoctist Arăpașu                | Din 1990, prin reorganizare, Mitropolia Ungrovlahiei ia denumirea de Mitropolia Munteniei și Dobrogei. |
| Mitropoliți ai Munteniei și Dobrogei - Patriarhi ai Bisericii Ortodoxe Române |                                 | |
| 1990 - 2007                                                                   | Teoctist Arăpașu                | |
| din 2007                                                                      | Daniel Ciobotea                 | |